# Charlie Chan in Egypt
 Charlie Chan in Egypt és una pel·lícula estatunidenca dirigida per Louis King, estrenada el 1935.

## Argument
Mentre investiga el robatori d'antiguitats d'una excavació de tombes antigues, Charlie descobreix que el cos del cap de l'expedició és amagat dins dels embolcalls de la mòmia.

## Repartiment
- Warner Oland: Charlie Chan
- Thomas Beck: Tom Evans, Arqueòleg
- Rita Hayworth (amb el nom de Rita Cansino): Nayda
- Jameson Thomas: Dr. Anton Racine
- Frank Conroy: Professor John Thurston
- Nigel De Brulier: Edfu Ahmad
- Arthur Stone: Dragoman
- James Eagles: Barry Arnold
- Frank Reicher: Dr. Jaipur
- George Irving: Professor Arnold